# Copa de bandas

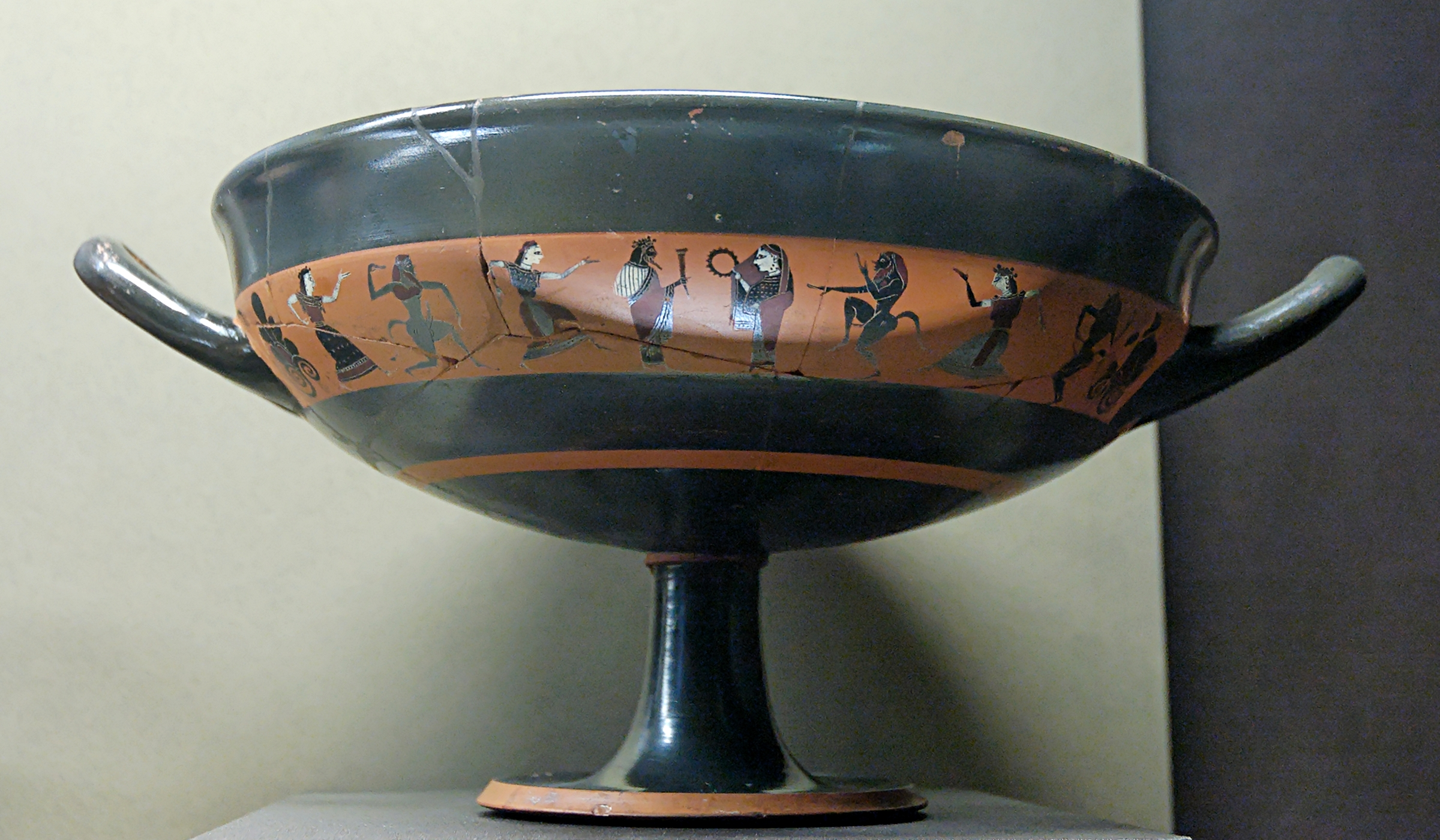
Copa de banda, modelada por Amasis, pintada por el Pintor de Amasis. Dioniso, Ariadna, sátiros y ménades, circa 550/540 a. C., Louvre F75.

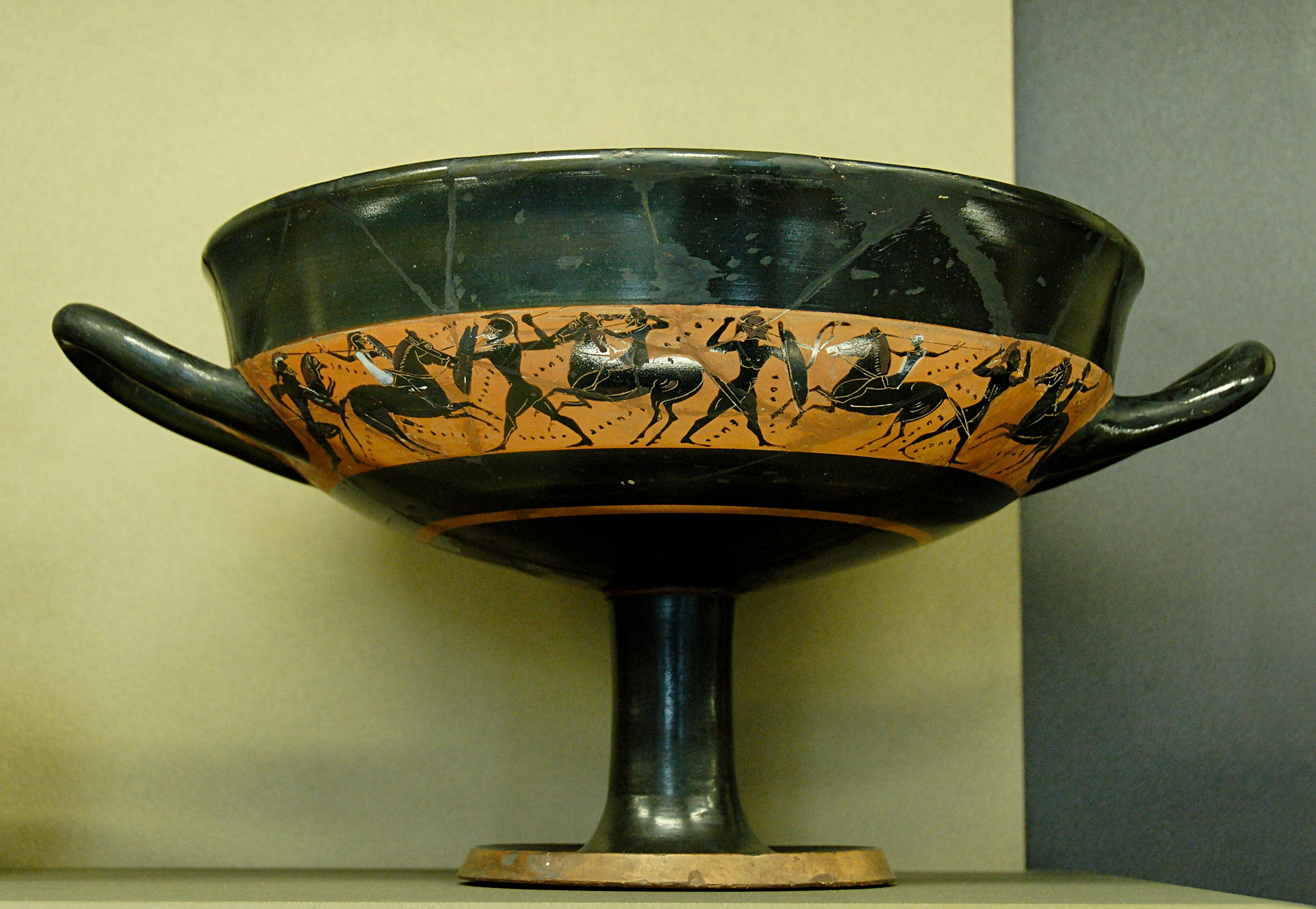
Escena de batalla en una copa de bandas de un artista desconocido, circa 540 a. C., Louvre F72.

Las copas de bandas son una forma de las  copas de los pequeños maestros. El labio de una copa con banda es negro y ligeramente cóncavo. En la unión entre el cuerpo y el pie del vaso, a menudo hay un anillo rojo. La decoración figurativa externa está en la zona de las asas, a menudo enmarcada por palmetas. Las imágenes e inscripciones internas son bastante raras. Algunos ejemplares son completamente negros, con la excepción de algunas figuras cerca de las asas. Otro grupo muy raro de especímenes, atribuidos al alfarero Andócides y su taller, tienen decoración figurativa en la base plana del pie. Se desconoce por qué las copas de banda y las copas de labios existieron simultáneamente durante un período considerable. Quizás, cada variante tenía sus propias ventajas distintivas. Por ejemplo, puede que fuera más agradable beber del labio negro sin decorar de una copa de banda, mientras que la fuerte cresta bajo el borde de las copas de labios habría evitado que se derramara más eficazmente. Las copas de labios eran algo más difíciles de producir. Artistas conocidos de este tipo eran Hermógenes, Glauquites, el Pintor de los centauros, Neandro, Socles y el Pintor de Oakeshott.